# Euphyia calentaria
Euphyia calentaria är en fjärilsart som beskrevs av William Schaus 1901. Euphyia calentaria ingår i släktet Euphyia och familjen mätare. Inga underarter finns listade i Catalogue of Life.